# مایکل اوکانور (طراح لباس)
مایکل اوکانور (انگلیسی: Michael O'Connor؛ زادهٔ ۲۷ اکتبر ۱۹۶۵) یک طراح صحنه و لباس است.
او به همراه محسن شاه‌ابراهیمی طراح لباس  فیلم محمد رسول‌الله (فیلم) بوده است.